# العلاقات التنزانية الجنوب إفريقية
العلاقات التنزانية الجنوب أفريقية هي العلاقات الثنائية التي تجمع بين تنزانيا وجنوب أفريقيا.

## مقارنة بين البلدين
هذه مقارنة عامة ومرجعية للدولتين:
| وجه المقارنة                                              | تنزانيا                        | جنوب أفريقيا |
| --------------------------------------------------------- | ------------------------------ | --- |
| المساحة (كم2)                                             | 947.30 ألف                     | 1.22 مليون |
| عدد السكان (نسمة)                                         | 57.31 مليون                    | 57.73 مليون |
| الكثافة السكانية (ن./كم²)                                 | 60.5                           | 47.32 |
| العاصمة                                                   | دودوما                         | بريتوريا، بلومفونتين، كيب تاون |
| اللغة الرسمية                                             | اللغة السواحلية، لغة إنجليزية  | لغة إنجليزية، اللغة الأفريقانية، اللغة النديبلي الجنوبية، اللغة السوثو الشمالية، اللغة السوتية، لغة سوازي، اللغة التسونجا، اللغة التسوانية، اللغة الفيندية، اللغة الكوسية، اللغة الزولوية |
| العملة                                                    | شيلينغ تانزاني                 | راند جنوب أفريقي |
| الناتج المحلي الإجمالي (بليون دولار)                      | 52.09 مليار                    | 349.42 مليار |
| الناتج المحلي الإجمالي (تعادل القوة الشرائية) بليون دولار | 138.73 مليار                   | 725.91 مليار |
| الناتج المحلي الإجمالي الاسمي للفرد دولار أمريكي          | 878                            | 5.72 ألف |
| الناتج المحلي الإجمالي للفرد دولار أمريكي                 | 2.54 ألف                       | 13.05 ألف |
| مؤشر التنمية البشرية                                      | 0.521                          | 0.666 |
| رمز المكالمات الدولي                                      | +255                           | +27 |
| رمز الإنترنت                                              | .tz                            | .za |
| المنطقة الزمنية                                           | ت ع م+03:00، توقيت شرق أفريقيا | ت ع م+02:00، أفريقيا/جوهانسبرغ ‏ |

## منظمات دولية مشتركة
يشترك البلدان في عضوية مجموعة من المنظمات الدولية، منها:
| علم المنظمة | اسم المنظمة                                                | تاريخ انضمام تنزانيا | تاريخ انضمام جنوب أفريقيا |
| ----------- | ---------------------------------------------------------- | -------------------- | ------------------------- |
|             | وكالة ضمان الاستثمار متعدد الأطراف                         | 19 يونيو 1992        | 10 مارس 1994              |
|             | الأمم المتحدة                                              | 14 ديسمبر 1961       | 7 نوفمبر 1945             |
|             | العملية المشتركة للاتحاد الأفريقي والأمم المتحدة في دارفور | ?                    | ?                         |
|             | دول الكومنولث                                              | 9 ديسمبر 1961        | 11 ديسمبر 1931            |
|             | منظمة حظر الأسلحة الكيميائية                               | ?                    | ?                         |
|             | منظمة التجارة العالمية                                     | 1995                 | 1995                      |
|             | منظمة الشرطة الجنائية الدولية                              | ?                    | ?                         |
|             | الاتحاد الأفريقي                                           | 16 يناير 1964        | 6 يونيو 1994              |
|             | البنك الإفريقي للتنمية                                     | ?                    | ?                         |
|             | مؤسسة التنمية الدولية                                      | 6 نوفمبر 1962        | 12 أكتوبر 1960            |
|             | يونسكو                                                     | 6 مارس 1962          | 4 نوفمبر 1946             |
|             | مجموعة دول أفريقيا والكاريبي والمحيط الهادئ                | ?                    | ?                         |
|             | مجموعة التنمية لأفريقيا الجنوبية                           | ?                    | ?                         |
|             | الاتحاد البريدي العالمي                                    | ?                    | ?                         |
|             | البنك الدولي للإنشاء والتعمير                              | 10 سبتمبر 1962       | 27 ديسمبر 1945            |
|             | الاتحاد الدولي للاتصالات                                   | 31 أكتوبر 1962       | 1910                      |
|             | مؤسسة التمويل الدولية                                      | 10 سبتمبر 1962       | 3 أبريل 1957              |

## وصلات خارجية
- موقع وزارة الخارجية التنزانية
- موقع وزارة الخارجية الجنوب أفريقية